# Langa (Kapstadt)
Langa ist ein Stadtteil der City of Cape Town Metropolitan Municipality in der südafrikanischen Provinz Westkap. Er war bereits vor der Einführung des Apartheidsystems der erste Kapstädter Stadtteil, der für Schwarze geplant und errichtet wurde, und zählt somit zu den ersten Townships Südafrikas.

## Geographie

### Lage
Langa liegt rund 15 Kilometer südöstlich des Kapstädter Stadtzentrums. 2011 lebten dort 52.401 Menschen auf 2,87 km². Im Westen wird es von der Straße Jan Smuts Drive begrenzt, im Süden von der Nationalstraße N2 und im Osten von der Schnellstraße M7. Nördlich verläuft eine Bahnstrecke. Gelegentlich wird Langa zum Gebiet Cape Flats gezählt, das jedoch erst ab den 1950er Jahren entstand.

### Umgebung
| Pinelands | Epping Industria                            | Epping Industria          |
| Pinelands | Kompassrose, die auf Nachbargemeinden zeigt | Bontheuwel                |
| Hazendal  | Kewtown, Bridgetown                         | Welcome Estate, Heideveld |

## Geschichte

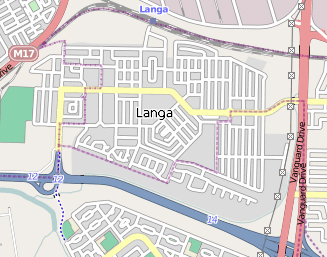
Karte von Langa

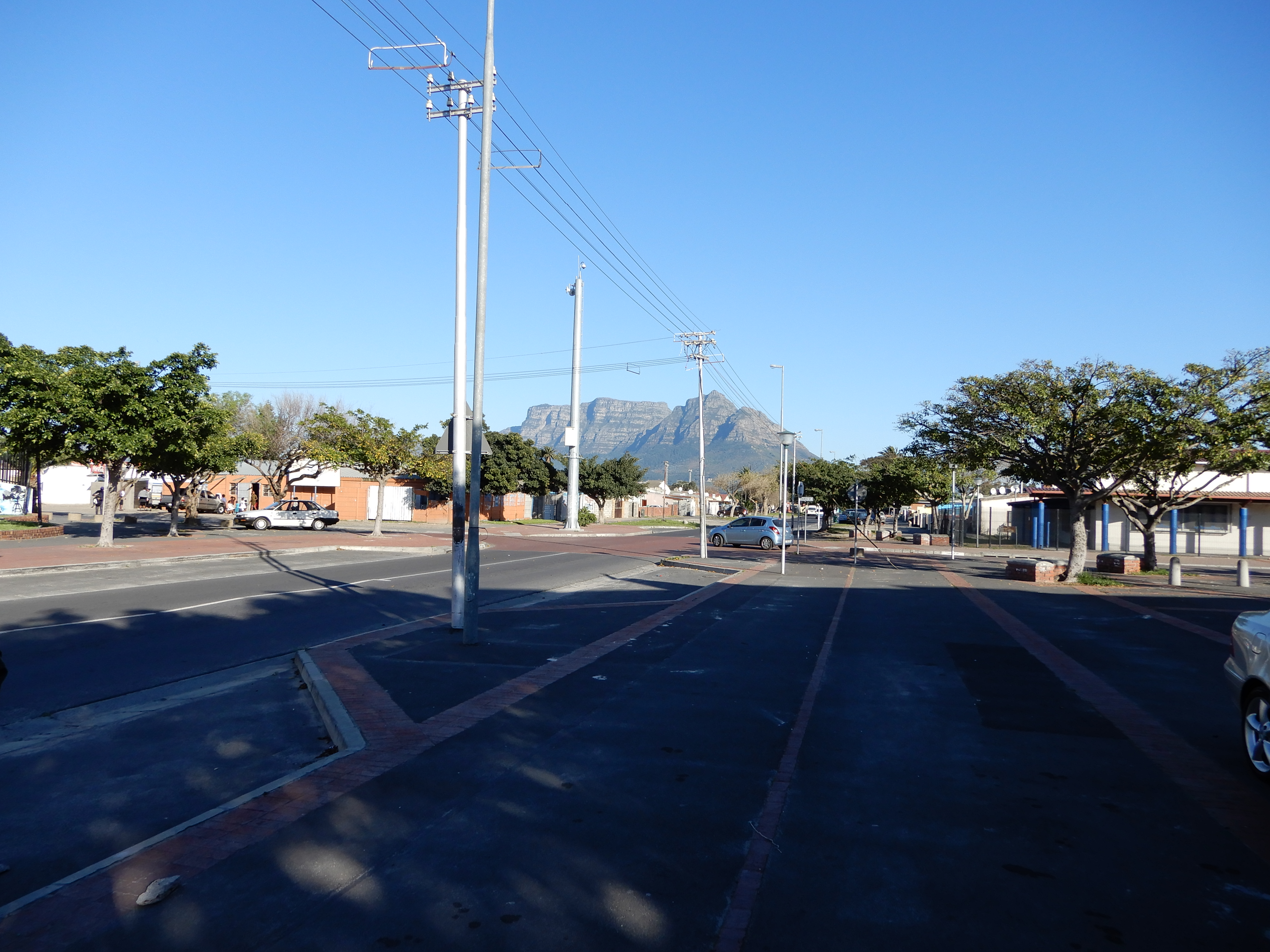
Langa mit dem Tafelberg im Hintergrund

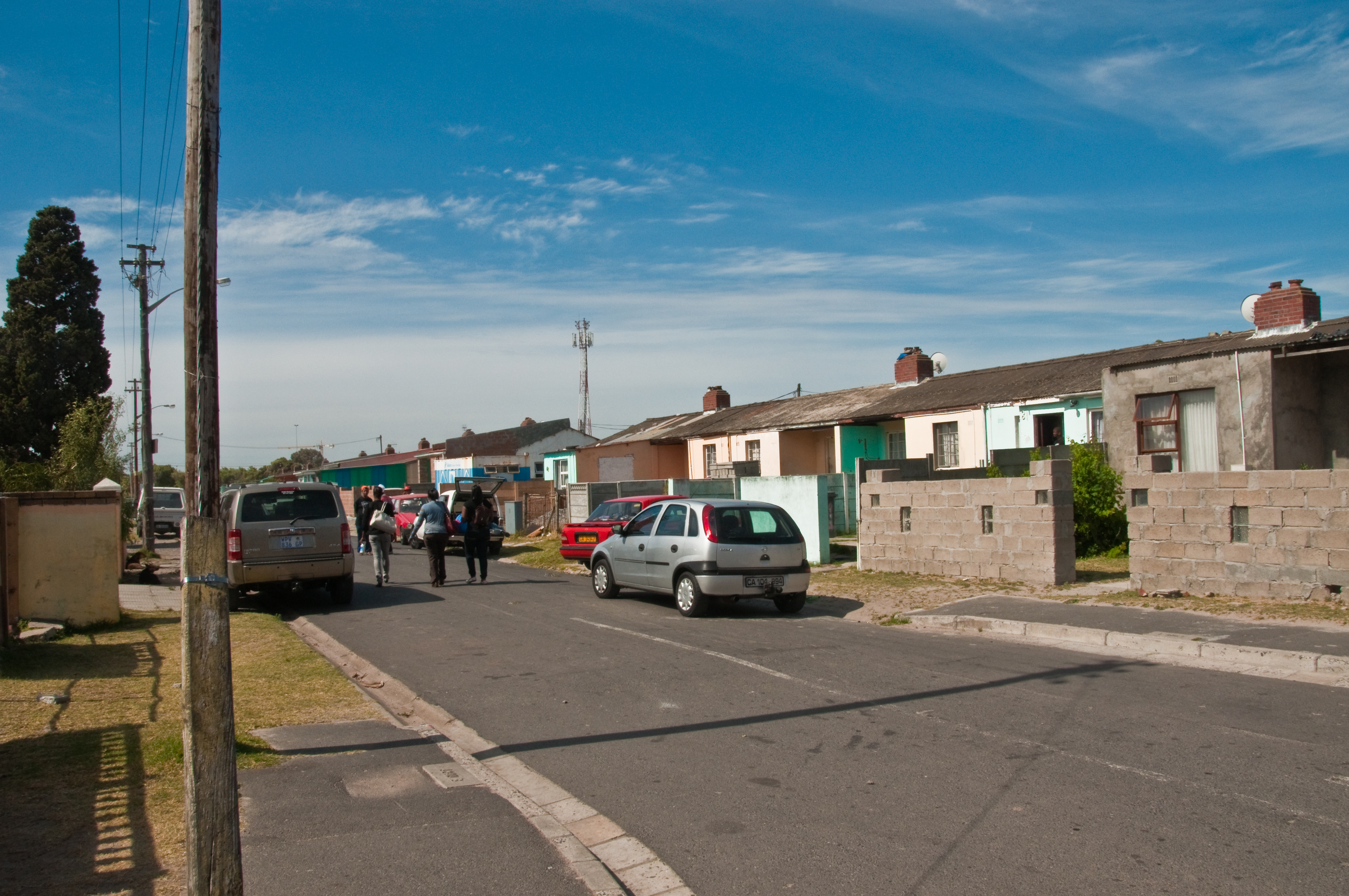
Straßenszene in Langa

Der Stadtteil wurde ab 1927 als Folge des 1923 beschlossenen Native Urban Areas Act ausschließlich als Wohngebiet für Schwarze erbaut. Bereits um die Jahrhundertwende waren Schwarze aus dem Stadtzentrum vertrieben worden und teilweise im Stadtteil Ndabeni angesiedelt worden. Langa war das erste Township in Kapstadt und der gesamten Kapprovinz, das zielgerichtet als Wohnstätte für Schwarze geplant wurde. Dabei wurde von den Planungsbehörden darauf geachtet, dass das Gebiet leicht unter Kontrolle gehalten werden konnte. Langa ist das isiXhosa-Wort für „Sonne“. Nach anderen Angaben wurde Langa nach dem Oberhaupt der Hlubi Langalibalele benannt, der 1873 auf der Insel Robben Island inhaftiert war und dessen Haft in Hausarrest auf einer Farm nahe dem heutigen Langa umgewandelt wurde. Erst 1937 konnte die erste Secondary School („Sekundarschule“) eingerichtet werden, die einen höheren Schulabschluss ermöglichte.
Am 21. März 1960 und den nachfolgenden Tagen protestierten Schwarze in Langa, wie auch an anderen Orten in Südafrika, gegen die diskriminierenden Passgesetze. Dabei wurden mehrere Demonstranten von der Polizei erschossen. Bekannt wurde der Tag durch das Massaker von Sharpeville. Infolge der Ausschreitungen belegte die Regierung in vielen Verwaltungsdistrikten des Landes die öffentlichen Versammlungen der Protestierenden mit einem Bann. Am 26. März 1960 teilte die südafrikanische Polizeiführung der Presse mit, dass vorübergehend keine schwarze Person auf die mitzuführenden, jedoch in deren Kreisen verhassten Referenzbücher kontrolliert würde. Der PAC und der ANC mutmaßten das als einen Erfolg ihrer Aktionen und erhofften eine Änderung der bisherigen Arbeitsmarktregulierungen. Es ereigneten sich viele öffentliche Verbrennungen dieser Arbeits- und Aufenthaltsnachweise, nachdem Albert Luthuli sein eigenes Referenzbuch verbrannt haben soll. Weil die landesweiten Aktionen nicht enden wollten, bereitete die Regierung das Verbot des ANC und des PAC vor, den gesetzgebenden Prozess hierzu begann man am 28. März einzuleiten. Sie wurden am 6. April zu unrechtmäßigen Organisationen (unlawful organizations) deklariert.
Als jedoch am 30. März 1960 der Ausnahmezustand ausgerufen wurde, marschierten rund 30.000 Schwarze aus Langa und Nyanga in das Stadtzentrum. Die Demonstration löste sich erst auf, nachdem dem örtlichen PAC-Vorsitzenden ein Gespräch mit dem Justizminister zugesichert worden war. Stattdessen wurde er jedoch verhaftet. Bewohner Langas begannen daraufhin einen Streik. Langa wurde von den Behörden abgeriegelt, bis der Streik aufgegeben werden musste.
Premierminister Verwoerd ließ durch den Finanzminister in der Nationalversammlung am 20. Mai in Bezug auf die landesweiten Unruhen erklären, dass die Regierung außerstande sei, die Abschaffung der Referenzbücher und des Influx-Control-Systems in die Wege zu leiten.
1990 entstand am südlichen Rand von Langa die informelle Siedlung Joe Slovo, benannt nach dem langjährigen Vorsitzenden der damals wieder legalisierten South African Communist Party und ehemaligem Stabschef der Untergrundbewegung Umkhonto we Sizwe, Joe Slovo. Sie hat über 20.000 Einwohner. Ein Teil der Siedlung fiel der Erweiterung der Nationalstraße N2 zum Opfer. Die Bewohner wurden im Rahmen des Wohnungsbauprojekts N2 Gateway teilweise in den weiter östlich gelegenen Stadtteil Delft umgesiedelt. Andere Bewohner wehrten sich dagegen vor Gericht.

## Wirtschaft und Verkehr
Für Touristen werden Besichtigungen des Stadtteils angeboten. Ausgangspunkt hierfür ist das ursprünglich als Kulturzentrum konzipierte Guga’s Thebe, das mittlerweile hauptsächlich als Tourismuscenter genutzt wird. Langa ist an die Nationalstraßen N2 und die Schnellstraße M7 angebunden. Personenzüge der Metrorail Kapstadt bedienen die Station Langa.

## Söhne und Töchter des Stadtteils
- Victor Ntoni (1947–2013), Jazzmusiker
- Duke Ngcukana (1948–2011), Jazzmusiker
- Brenda Fassie (1964–2004), Popsängerin
- Temba Bavuma (* 1990), Cricketspieler

## Weitere Persönlichkeiten
- Pumla Gobodo-Madikizela (* 1955), südafrikanische Psychologin, wuchs in Langa auf

## Weiterführende Literatur
Monica Wilson, Archie Mafeje: Langa. A Study of Social Groups in an African Township. Oxford University Press, London / New York 1963